# Diecezja Lokossa
Diecezja Lokossa (łac.: Dioecesis Lokossaensis) – rzymskokatolicka diecezja  w Beninie, podlegająca pod Archidiecezję Kotonu.
Siedziba biskupa znajduje się przy Katedrze św. Piotra Claver w Lokossa.

## Ordynariusze
- Christophe Adimou (1968-1971)
- Robert Sastre (1972-2000)
- Victor Agbanou (2000-2023)
- Coffi Roger Anoumou (od 2023)